# Flax und Krümel

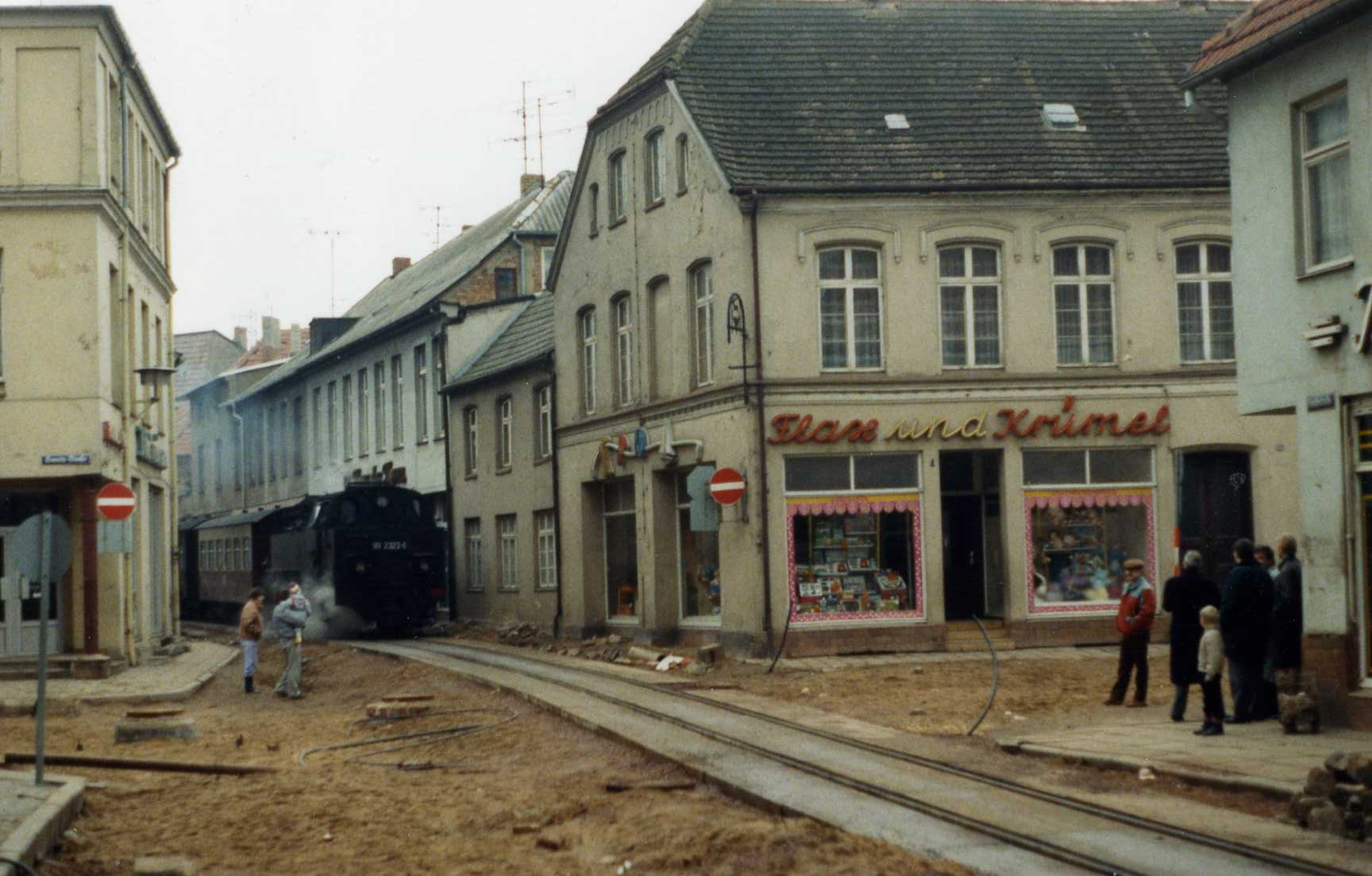
Nach der Serie benannter Spielzeugladen 1990 in Bad Doberan

Flax und Krümel ist eine Puppenspiel-Fernsehserie für Kinder, die vom 23. Januar 1955 bis 1970 im Fernsehen der DDR ausgestrahlt wurde. Sie stammt aus der Feder von Heinz Fülfe, der auch die Puppenfigur „Struppi“ sprach, und seiner Ehefrau Ingeburg.  „Flax und Krümel“ war die erste Serie im deutschsprachigen Fernsehen, die ausschließlich für Kinder gedacht war.
Heinz und Ingeburg Fülfe spielten und sprachen auch die beiden Figuren, die durch Handpuppen dargestellt wurden. Die Puppen, entworfen von der Dresdner Malerin und Puppengestalterin Inge Thiess-Böttner, stammten ursprünglich aus dem Fundus des Dresdner Puppenspielers Hans-Joachim Hellwig und sollten die Titelfiguren zur Theaterinszenierung von Hänsel und Gretel sein. Dieses Stück kam jedoch aus politischen Gründen nicht zustande, sodass Fülfe die Puppen übernahm und (mit eigenmächtigen Änderungen) zu Flax und Krümel machte. Gedreht wurde auf der Festung Königstein in Sachsen.

## Quelle
- Staatliche Puppentheatersammlung Dresden